# Prolaps kravje maternice
Prolaps (tudi zdrs, zdrk, izpad in prolapsus) kravje maternice je stanje nepravilne (abnormalne) namestitve kravje maternice, do katerega pride neposredno po kotitvi. Prolaps maternice se najpogosteje zgodi pri kravah mlekaricah (mlečnih kravah), zabeleženi pa so tudi primeri zdrsa maternice pri mesnih pasmah krav. Občasno ob zdrku maternice pride tudi do spremljajoče hipokalcemije.
Prolaps maternice je nujno zdravstveno stanje, zaradi katerega je krava v nevarnosti šoka ali smrti zaradi pretirane izgube krvi. Med dejavnike, ki zvišajo možnost za pojav prolapsa, sodijo denimo težave pri kotitvi (posledice katerih so lahko razne poškodbe porodnega kanala) in pretirano napenjanje med samo kotitvijo. Drugi faktorji, ki niso neposredno povezani s samim aktom kotenja, so pomanjkanje kalcija, magnezija in beljakovin.
Občasno pride do popolnega prolapsa maternice, za katerega je značilno, da iz telesa zdrknejo tudi rogovi maternice (cornu uteri). V takšnih primerih viseča maternica sega celo do skočnega sklepa. Kadar maternica seže še dlje, se lahko krava na izpostavljeno tkivo uleže, ga brcne ali nanj stopi, kar zgolj poveča možnost za predrtje pomembnih arterij. Ob prolapsu se maternica zlahka okuži.

## Vzrok
Do prolapsa maternice pride po dokončani kotitvi, ko je maternični vrat odprt in maternica atonirana (ima šibak tonus). Večinoma se pojavi nekaj ur po kotitvi, redkeje kasneje vse do pretečenega enega tedna.

## Zdravljenje
Ko pride do zdrka maternice pri kravah, sta na voljo dve možnosti zdravljenja: reponiranje in amputacija. V izjemnih primerih krava izgubi preveč krvi in doživi šok; takrat jo mora veterinar uspavati.
Med samim zdravljenjem je treba paziti na naslednje:
- Posteljica. Mogoče je, da se je posteljica sama ločila od maternice, včasih pa jo je potrebno odstraniti ročno. Razmeroma redko se zgodi, da posteljice in maternice po prolapsu ni mogoče ločiti.[3]
- Travma. Pri pretirani travmi se ne priporoča izvajanje reponacije. Travma ali izpostavljenost okoljskim dejavnikom lahko vodita v devitalizacijo maternice, kar pogosto povzroči težave pri ponovnem nameščanju maternice.[3]
- Pretirana krvavitev. Pri resnih krvavitvah se priporoča, da veterinar raje izvede amputacijo.[3]

Pri tako imenovanem reponiranju se posteljico (placento) odstrani, endometrij (maternično sluznico) očisti in morebitne raztrganine zdravi. Nato je potrebno prolapsirano maternico namestiti nazaj v pravi položaj. Pri amputaciji se maternico odstrani.
Med samim zdravljenjem prolapsirane maternice je nujno, da je žival v pravilnem položaju, s čimer se zmanjša možnost napihovanja zaradi plinov. Napihnjen (timpaniran) vamp otežuje sam proces ponovnega nameščanja viseče maternice.

## Preventiva
Preprečevanje pojava prolapsa maternice ni mogoče. Do neke mere je moč znižati možnost za zdrs, tako da se krave vzpodbudi k hoji.

## Prognoza
Prognoza je navadno dobra, če krava preživi sam poseg in sledeče dneve. Večina krav, ki je doživela zdrs maternice, lahko živi še dolgo obdobje.
V primerih, kadar se maternico pravilno namesti nazaj v telo, navadno ne pride do dodatnih zapletov. Občasno se zgodi, da se razvije sekundarna okužba, ki lahko vpliva na kravine razmnoževalne sposobnosti (dlje časa traja, da krava postane breja, oziroma žival ne more postati breja). Četudi genetski dejavniki ne vplivajo na možnost ponovnega prolapsa, velja, da imajo krave, ki so že doživele prolaps, večjo možnost za pojav vnovičnega zdrka v primerjavi z živalmi, ki jim maternica še ni zdrsnila.

## Druge živali
Do prolapsa maternice lahko pride pri raznih živalskih vrstah, pogosteje pa se to zgodi pri kravah in ovcah. Redkeje se zdrs maternice pojavlja pri svinjah, kobilah, mačkah, psicah in zajcih ali kuncih.